# Zimowe Mistrzostwa Polski Seniorów w Lekkoatletyce 1933
1. Zimowe Mistrzostwa Polski Seniorów w Lekkoatletyce – zawody lekkoatletyczne, które zostały rozegrane 5 lutego 1933 w Przemyślu w hali należącej do Urzędu Okręgowego WF (dawnej wojskowej ujeżdżalni). Startowało niespełna 80 zawodniczek i zawodników.

## Rezultaty

### Mężczyźni
| Konkurencja:              | 1. miejsce                                                 | Rezultat | 2. miejsce                                                | Rezultat | 3. miejsce                                                       | Rezultat |
| Bieg na 50 m              | Stefan Sikorski Polonia Warszawa                           | 5,7      | Edward Trojanowski Polonia Warszawa                       | 5,7      | Tadeusz Śliwak Sokół-Macierz Lwów                                |          |
| Bieg na 3000 m            | Roman Sawaryn Pogoń Lwów                                   | 9:31,1   | Jan Jakubowski Sokół Poznań                               | 9:34,0   | Kazimierz Fiałka Cracovia                                        |          |
| Bieg na 50 m przez płotki | Stefan Nowosielski Cracovia                                | 6,9      | Władysław Niemiec Pogoń Lwów                              | 7,2      | Jan Wieczorek 3 psap. Wilno                                      |          |
| Sztafeta 3 × 800 m        | AZS Warszawa Józef Miller Stefan Pruszkowski Antoni Miller | 6:46,4   | Pogoń Katowice Paweł Orłowski Gerhard Lippich Jan Brehmer | 6:49,0   | Cracovia Kazimierz Fiałka Kazimierz Kosiarz Kazimierz Drozdowski |          |
| Skok wzwyż                | Jerzy Pławczyk AZS Warszawa                                | 1,88     | Władysław Niemiec Pogoń Lwów                              | 1,83     | Władysław Komar AZS Poznań                                       | 1,83     |
| Skok o tyczce             | Jerzy Pławczyk AZS Warszawa                                | 3,755    | Józef Lichtblau Pogoń Lwów                                | 3,51     | Stefan Adamczak Warta Poznań                                     | 3,51     |
| Skok w dal                | Jerzy Pławczyk AZS Warszawa                                | 6,52     | Władysław Niemiec Pogoń Lwów                              | 6,45     | Jan Wieczorek 3 psap. Wilno                                      | 6,38     |
| Pchnięcie kulą            | Zygmunt Heljasz Warta Poznań                               | 14,92    | Zbigniew Tilgner Sokół Poznań                             | 14,01    | Józef Kaniak Sokół-Macierz Lwów                                  | 13,84    |

### Kobiety
| Konkurencja:              | 1. miejsce                               | Rezultat | 2. miejsce                               | Rezultat | 3. miejsce                          | Rezultat |
| Bieg na 50 m              | Jadwiga Janowska Krusche-Ender Pabianice | 6,7      | Jadwiga Batiuk AZS Lwów                  | 7,0      | Elżbieta Bytomska Pogoń Katowice    | 7,2      |
| Bieg na 500 m             | Irena Świderska AZS Poznań               | 1:33,4   | Jadwiga Nowacka AZS Warszawa             | 1:34,2   | Maria Szuas Pogoń Katowice          | 1;38,4   |
| Bieg na 50 m przez płotki | Elżbieta Białas Pogoń Katowice           | 8,9      | Jadwiga Batiuk AZS Lwów                  | 9,3      | Izabela Robakowska Lechia Lwów      | 9,8      |
| Skok wzwyż                | Jadwiga Janowska Krusche-Ender Pabianice | 1,42     | Jadwiga Batiuk AZS Lwów                  | 1,33     | Irena Daszuta Jagiellonia Białystok | 1,33     |
| Skok w dal z miejsca      | Wanda Jasieńska AZS Poznań               | 2,26     | Janina Wasilewska Pogoń Katowice         | 2,21     | Elżbieta Bytomska Pogoń Katowice    | 2,16     |
| Pchnięcie kulą            | Wanda Jasieńska AZS Poznań               | 11,11    | Jadwiga Janowska Krusche-Ender Pabianice | 9,09     | Maria Lubkowicz Pogoń Katowice      | 7,89     |